# Veronika Pavlicek
Veronika Pavlicek (* 14. September 1970 in Wien) ist eine österreichische Radiomoderatorin.

## Werdegang
Ihre Radiolaufbahn begann Veronika Pavlicek 1993 beim englischsprachigen Sender Radio Metropolis FM 106,2 in Prag. Zurück in Wien schrieb sie u. a. für Kundenmagazine und die Immobilien-Beilage des Kurier. Ab 1998, dem Privatradio-Start in Österreich, moderierte sie beim Rockformat 92,9 RTL Wien das Nachtprogramm und die wöchentliche Sendung „Un-Er-hört“, in der Nachwuchsbands aus der Rockszene vorgestellt wurden und live zu Gast waren. Es folgten Engagements bei Antenne Wien und Radio Arabella. Von 2005 bis 2015 war sie beim öffentlich-rechtlichen Radio Niederösterreich (ORF, Landesstudio Niederösterreich) und moderierte die Drivetime-Sendung „Radioclub“ sowie den „Musiksonntag“. Ab 2016 präsentierte sie wöchentliche Rock-News für den US-Internetsender xxxrock.fm.